# Équipe d'Allemagne de l'Est féminine de basket-ball
Maillots
Actualités
L'équipe d'Allemagne de l'Est de basket-ball féminin est l'équipe nationale qui représentait l'Allemagne de l'Est dans les compétitions internationales de basket-ball féminin. 
L'Allemagne de l'Est ne s'est jamais qualifiée pour un tournoi olympique.
La seule participation de l'Allemagne de l'Est dans un Championnat du monde se conclut sur une quatrième place en 1967.
Les Est-Allemandes disputent à six reprises le Championnat d'Europe : elles sont troisièmes en 1966, quatrièmes en 1968, septièmes en 1972, neuvièmes en 1958 et douzièmes en 1952.